# Turiazaur
Turiazaur (Turiasaurus riodevensis) – największy odnaleziony w Europie dinozaur. Został odkryty w 2004 roku przez zespół naukowców z Fundacji Paleontologii Teruel kierowany przez Luis Alcalá.
Turiasaurus riodevensis ważył od 40 do 48 ton i  miał przypuszczalnie 30 do 37 metrów długości, co czyniło go największym  zauropodem nie należącym do neozauropodów. Żył we wczesnej kredzie – ok. 140 mln lat temu. Jego szczątki odnaleziono w Hiszpanii, niedaleko miasta Teruel. Według rekonstrukcji zespołu Alcáli dinozaur był podobny do znanego od dawna apatozaura.